# 朱濟熿
晉王朱濟熿（1381年9月14日—15世纪1426年后），是明朝晉恭王朱棡之庶三子。

## 生平
洪武十四年八月戊寅生。初封昭德王，洪武三十五年九月，改封平陽王。他因行為不端而不受父親朱棡喜愛，父親因而寵愛長子朱濟熺（即後來的晉定王）。
朱濟熿不喜歡父親寵愛其兄，又得知兄長對於明成祖篡位心懷不滿，就藉機在明成祖前不斷詆毀朱濟熺。結果在永乐十二年九月辛未朔，朱濟熺被廢去晉王爵位，去守其父的陵園，朱濟熿遂襲封晉王。
朱濟熿成為晉王後更加頑劣殘暴，向嫡母晉王妃謝氏下毒，更軟禁朱濟熺及侄子朱美圭（即後來的晉憲王）。後來更和漢王朱高煦結盟密謀反叛。
終於在宣德元年（1426年）八月，朱高煦舉兵反叛，但是很快就以失敗告終。晉府的官員揭發他和朱高煦結盟一事。次年就被革爵，發配高牆，卒年不詳。景泰五年（1454年）明代宗致书时任晋王朱锺铉，表示已赦免朱济熿长子前闻喜王朱美埙等人，并将其送回太原，希望晋王可以拨与房屋，听其婚配。可见当时朱济熿已不在人世。

## 家庭

### 妻
- 李氏，李景隆女

### 子女

#### 子
1. 聞喜王 朱美塤
2. 和順王 朱美增
3. 庶人 朱美埝
4. 朱美封
5. 朱美壃